# Collectanea Vaticana Hungariae
A Collectanea Vaticana Hungariae könyvsorozatot (rövidítve CVH) 2002-ben alapította a Pázmány Péter Katolikus Egyetem Egyháztörténeti Kutatócsoportja az Egyetem Rektori Hivatalában megtartott ülésén mindenekelőtt, de nem kizárólagosan a kutatócsoport római kutatási eredményei egységes közzétételére. A series deklarált célja Fraknói Vilmos örökségének felvállalása, a Monumenta Vaticana Hungariae folytatása. Első kötete 2004-ben jelent meg. A kiadás munkálatait 2012-ben a PPKE Egyháztörténeti Kutatócsoportja mellett megalakult MTA-PPKE ‘Lendület’ Egyháztörténeti Kutatócsoport vette át. Társsorozata 2015-ben Collectanea Studiorum et Textuum néven indult útjára, elsősorban hazai és egyéb vonatkozású kutatások eredményeit tartalmazza. A két series szerkesztését és kiadását 2017-től a Lendület-kutatócsoport jogutódja, az MTA-PPKE Fraknói Vilmos Római Történeti Kutatócsoport végzi.
A sorozat fővédnöke Erdő Péter bíboros, Esztergom-budapesti érsek, Magyarország prímása. A sorozat szerkesztője Tusor Péter. A szerkesztőbizottság tagjai: Adriányi Gábor (2006-tól), Buda Péter (2006-ig), Fazekas István, Füzes Ádám, Gárdonyi Máté, Rácz György, Solymosi László, Szovák Kornél (a Bizottság titkára), Szuromi Szabolcs Anzelm, Mons. Török József (2020-ig) (a Bizottság elnöke), Véghseő Tamás (2006-tól), Tóth Tamás (2011-től). A sorozat megjelentetésében 2007-től 2008-ig résztvevő a Római Magyar Akadémia részéről: Csorba László (a Bizottság társelnöke), Kovács Péter (2008. májusig).
A sorozat kiadója a Gondolat Kiadó.

## Megjelent kötetei
A sorozatban 2017-ig 20 kötet jelent meg, két eltérő formátumban (osztályban/classisban), melyek teljes terjedelmükben online is elérhetők a www.institutumfraknoi.hu honlapon. A CVH első osztályának (Classis I, B/5 formátum) ISSN-száma: 1786-2116; CVH második osztályának (Classis II, A/5 formátum) ISSN-száma: 1787-2758.

### Classis I
- ARTNER EDGÁR: „Magyarország mint a nyugati keresztény művelődés védőbástyája”. A Vatikáni Levéltárnak azok az okiratai, melyek őseinknek a Keletről Európát fenyegető veszedelmek ellen kifejtett erőfeszítéseire vonatkoznak (CVH I/1), kiad. Szovák Kornél–Török József–Tusor Péter, Budapest–Róma 2004. CCVI + 336 p. + 11 melléklet (képek, facsimilék, térkép)
- TUSOR PÉTER: Magyar történeti kutatások a Vatikánban (CVH I/1exc.), Budapest–Róma 2004. CCXXX p. + 7 melléklet (képek, facsimilék)
- GALLA FERENC: Ferences misszionáriusok Magyarországon: a Királyságban és Erdélyben a 17–18. században (CVH I/2), kiad. FAZEKAS ISTVÁN, Budapest–Róma 2005. 408 p. + 6 melléklet (képek, térkép)
- TUSOR PÉTER: Purpura Pannonica. Az esztergomi „bíborosi szék" kialakulásának előzményei a 17. században (CVH I/3), Budapest–Róma 2005. 334 p. + 17 melléklet (képek, facsimilék, térkép)
- Gli archivi della Santa Sede e il regno d’Ungheria (secc. 15–20). In memoriam di Lajos Pásztor (CVH I/4), a cura di GAETANO PLATANIA–MATTEO SANFILIPPO–PÉTER TUSOR, Budapest–Roma 2008. XVIII + 322 p. és 16 melléklet (4 térkép, 12 kép). A viterbói egyetemmel (Università della Tuscia) közös kiadás.
- KRUPPA TAMÁS: Erdély és a Szentszék a Báthoryak korában. Okmánytár II (1595–1613) (CVH I/5), Budapest–Róma–Szeged 2009. XXXI + 303 p. és 3 melléklet (képek, térkép) (= Adattár xvi–xviii. századi szellemi mozgalmaink történetéhez 38)
- TAMÁS TÓTH: «Si nullus incipiat, nullus finiet». La rinascita della Chiesa d’Ungheria dopo la conquista turca nell’attività di Gábor Patachich e di Ádám Patachich, Arcivescovi di Kalocsa-Bács (1733–1784) (CVH I/6), Budapest–Roma 2011. 374 p. + 9 melléklet (képek, facsimilék, családfa)
- TUSOR PÉTER–NEMES GÁBOR (szerk.): Consistorialia Documenta Pontificia de Regnis Sacrae Coronae Hungariae (1426–1605) (CVH I/7), Budapest–Róma 2011. LXVIII + 304 p. + mellékletek (2 kép és 1 térkép)
- Magyarország és a római Szentszék (Források és távlatok). Tanulmányok Erdő bíboros tiszteletére (CVH I/8), szerk. TUSOR PÉTER, Budapest–Róma 2012. 466 p. + 3 melléklet (képek, térkép)
- Cameralia Documenta Pontificia de Regnis Sacrae Coronae Hungariae (1297–1536). I: Obligationes, Solutiones, feltárta, szerkesztette és közreadja † LUKCSICS JÓZSEF–TUSOR PÉTER–FEDELES TAMÁS, szerkesztőtárs: NEMES GÁBOR, munkatársak: Koltai András, Kalotai Noémi, Kiss Gergely, Matus Zsanett, szaklektorok: C. Tóth Norbert, Bujdosó Ádám (CVH I/9), Budapest–Róma 2014. (LXIV + 384 p, 1 képmelléklettel)
- Cameralia Documenta Pontificia de Regnis Sacrae Coronae Hungariae (1297–1536). II: Divisiones, Provisiones, Visitationes, Quindennia, Rationes, Annatae, Obligationes particulares, Legationes, Varia, Taxae, feltárta, szerkesztette és közreadja † LUKCSICS JÓZSEF–TUSOR PÉTER–FEDELES TAMÁS, szerkesztőtárs: NEMES GÁBOR, munkatársak Koltai András, Kalotai Noémi, Kiss Gergely, Matus Zsanett, szaklektorok: C. Tóth Norbert, Bujdosó Ádám (CVH I/10), Budapest–Róma 2014. (pp. 488 + 1 térképmelléklettel)
- GALLA FERENC: Pálos missziók Magyarországon a 17–18. században (CVH I/11), s.a.r. Fazekas István, Budapest–Róma 2015, X+536 p. + 1 melléklet (térkép)
- Brevia Clementina. VII. Kelemen pápa magyar vonatkozású brévéi (1523–1526), feltárta és közreadja NEMES GÁBOR (CVH I/12; A Győri Egyházmegyei Levéltár Kiadványai. Források, feldolgozások 23), Budapest–Győr–Róma 2015. (XXII + 207. p. + 12 p. képmelléklet)
- TUSOR PÉTER: Pázmány, a jezsuita érsek. Kinevezésének története, 1615–1616 (Mikropolitikai tanulmány) (CVH I/13), Budapest–Róma 2016, 460 p. + 6 melléklet (képek, facsimile, térkép)
- TÓTH KRISZTINA–TUSOR PÉTER, Inventarium Vaticanum I. A Budapesti Apostoli Nunciatúra levéltára (1920–1939) (CVH I/14), Budapest–Róma 2016. LXII + 360 p. és 4 melléklet (képek, térkép)

### Classis II
- GABRIELLA ERDÉLYI (ed.): The Register of a Convent Controversy (1517–1518). Pope Leo X, Cardinal Bakócz, the Augustinians and the observant Franciscans in contest (CVH II/1), Budapest–Rome 2006. pp. IX–LXXXVII + 230 + 12 suppl. (pictures, facsimiles, maps)
- TAMÁS VÉGHSEŐ: „Catholice reformare”. Ágoston Benkovich O.S.P.P.E., missionario apostolico, vescovo di Várad (1631–1702) (CVH II/2), Budapest–Roma 2007. 430 p. + két melléklet (térképek)
- GALLA FERENC: Pápai kinevezések, megbízások és felhatalmazások Erdély, a Magyar Királyság és a Hódoltság területére (1550–1711) (CVH II/3), kiad. Tusor Péter–Tóth Krisztina, Budapest–Róma 2010. (XXII + 202 p. + 1 képmelléklet)
- PÉTER TUSOR: The Papal Consistories and Hungary in the 15th–16th centuries, To the history of the Hungarian Royal Patronage and Supremacy (CVH II/4), Budapest–Rome, 2012. (186 p. + térkép és facsimile mellékletekkel)
- KRUPPA TAMÁS: A kereszt, a sas és a sárkányfog. Kelet-közép-európai törökellenes ligatervek és küzdelmek a Báthory-korban (1578–1597) (CVH II/5), Budapest–Róma 2014. 516 oldal + két melléklet (kép, térkép)

## Könyvészeti jellemzői
A sorozat első osztályának (Classis I) kötetei B/5-ös, míg második osztályának (Classis II) kötetei A/5-ös formátumúak. A kötetek puhatáblás kötésben elérhetőek, a Magyarország és a római Szentszék (Források és távlatok) című kötethez (CVH I/8) limitált számban keménytáblás kiadás is készült. Borítójuk sárga színű. Ha a sorozatban harmadszor publikál valaki, akkor a kötethez igény szerint egyedi zöld alapszínű külső borító is készül. A szövegeket Misztótfalusi Kis Miklós (1650–1702) betűivel nyomtatták.